# Homosalaat
Homosalaat is een ester van salicylzuur en 3,3,5-trimethylcyclohexanol. Het wordt gebruikt als ultravioletfilter in een aantal zonnebrandcrèmes en andere cosmetische producten. Het absorbeert ultraviolet licht, meer bepaald UV-B licht, tussen ongeveer 280 en 320 nanometer.
De stof werd tijdens de Tweede Wereldoorlog ontwikkeld in de Verenigde Staten als alternatief voor menthylsalicylaat, een UV-filter op basis van het toen zeer moeilijk verkrijgbare menthol.